# Philippe-Joseph Pluvinet
Philippe-Joseph Pluvinet décédé le 30 mai 1793 est un ébéniste français, du XVIIIe siècle, reçu maître en 1754. Maître menuisier en sièges, il était célèbre par son habileté professionnelle et la qualité de ses productions.
Son atelier est situé au 51, rue de Cléry, Paris 2e (paroisse Notre-Dame de Bonne Nouvelle).
Il est mort le 30 mai 1793 à Paris.

## Sa cote
- Quatre  fauteuils à châssis estampillés ont été vendus pour 55 000 € en avril 2004.
- Un canapé d'alcôve en bois sculpté et doré, fin période Louis XV vendu 56 500 francs en 1912.